# California Coastal National Monument
Das California Coastal National Monument ist ein Naturschutzgebiet vom Typ eines National Monuments, das die gesamte 1350 km lange Pazifik-Küste des US-Bundesstaates Kalifornien umfasst. Zum Gebiet gehören alle Inseln, Felsen, Riffe und sonstigen Formationen oberhalb der Mittelwasserlinie in der Zwölf-Meilen-Zone vor der Küste, die nicht anderweitig ausgewiesen sind. Es wurde durch Präsident Bill Clinton am 11. Januar 2000 durch eine Presidential Proclamation ausgewiesen. Präsident Barack Obama erweiterte das National Monument am 11. März 2014 und am 12. Januar 2017 mit Presidential Proclamations um Landflächen an der Küste. Es liegen ausschließlich Flächen im Besitz der Bundesregierung im National Monument. Die Flächen werden, wie vor der Ausweisung, vom Bureau of Land Management verwaltet.

## Beschreibung
Vor dem Bundesstaat Kalifornien liegen innerhalb der Küstengewässer rund 20.000 kleine und kleinste Inseln, Felsen und andere geologischen Formationen, die über die Wasserlinie hinausragen. Die durchschnittliche Größe beträgt nur 3 m². Sie sind ganzjährig Lebensraum für Seevögel, Meeressäugetiere und an die Bedingungen angepasste Pflanzenarten. Im Frühling und Herbst sind sie Teil der als Pacific Flyway bezeichneten Vogelzugroute entlang der Küste, auf der Millionen Vögel zu ihren Brut- oder Überwinterungsgebieten ziehen. Nicht zum Schutzgebiet gehören die Channel Islands, die anderweitig als Schutzgebiete ausgewiesen sind, und die Küstenanteile weiterer Schutzgebiete wie Redwood-Nationalpark oder Point Reyes National Seashore. Teile des Monuments sind vom Monterey Bay National Marine Sanctuary umgeben. Eine kleine Kette von zusammen nur 2 ha großen Inselchen südlich des Kap Mendocino in Nordkalifornien ist seit 2006 zusätzlich unter der Bezeichnung Rocks and Islands Wilderness als Wilderness Area ausgewiesen, der strengsten Klasse von Naturschutzgebieten in den Vereinigten Staaten. Sie ist damit das kleinste Wilderness Area in den USA. 
Seltene und gefährdete Tierarten des Gebietes umfassen den Braunpelikan, den Guadalupe-Seebär, den Stellerschen Seelöwen und den Seeotter. Schätzungsweise 200.000 Brutpaare von Seevögeln brüten im Schutzgebiet. Tausende Meeressäugern, darunter Seehunde, bringen an den Küstenstreifen ihre Jungen zur Welt.
Auch Leuchttürme, welche nicht mehr genutzt werden, befinden sich im Gebiet. Bisher gibt es kein Besucherzentrum im California Coastal National Monument.

## Nutzungen
Aufgrund der geringen Größe der Inseln und der schweren Zugänglichkeit, gibt es keine touristische Nutzung. Auf und an einigen der Inseln werden Algen als Nahrungsmittel kommerziell geerntet. Außerdem wird in den Küstengewässern Rohöl gefördert. 